# Francisco Desprats
Francisco Desprats, le cardinal de León (né en 1454 à Orihuela en Espagne et mort à Rome le 10 septembre 1504), est un cardinal espagnol du début du XVIe siècle.

## Biographie
Francisco Desprats est chanoine à Orihuela et curé d'Almoradi. Il reçoit plusieurs bénéfices en Aragón, Castille et au Portugal. Desprats enseigne au chapitre de Carthagène.
En 1492, il est le premier nonce apostolique permanent, auprès des « rois catholiques » Ferdinand et Isabelle.
En 1498, il est élu évêque de Catane. En 1500, il est transféré à Astorga et la même année à León.
Le pape Alexandre VI le crée cardinal lors du consistoire du 31 mai 1503. Sa création est publiée le 2 juin 1503.
Le cardinal Desprats participe aux deux conclaves de 1503 (élection de Pie III et de Jules II).